# Epirinus obtusus
Epirinus obtusus är en skalbaggsart som beskrevs av Karl Henrik Boheman 1857. Epirinus obtusus ingår i släktet Epirinus och familjen bladhorningar. Inga underarter finns listade i Catalogue of Life.